# Élections générales maltaises de 1981
Les élections générales maltaises de 1981 (en anglais : Maltese general election, 1981) permettent d'élire les députés de la dix-septième législature de la Chambre des représentants, pour un mandat de cinq ans.
Les élections sont remportées par le Parti travailliste du Premier ministre sortant Dom Mintoff, avec 34 sièges. Le Parti nationaliste n'obtient que 31 sièges, alors qu'il réunit plus de voix que son adversaire (50,9 % contre 49,1 %). Cet écart entre le vote populaire et les résultats en sièges provoque une crise politique dans le pays.

## Contexte

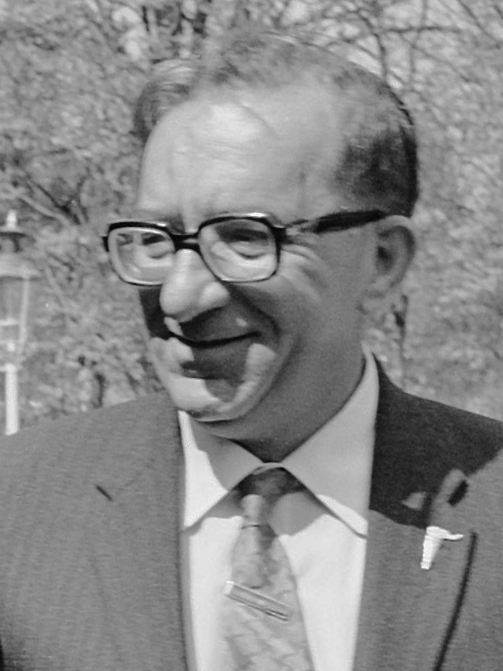
Dom Mintoff en 1974.

Au pouvoir depuis dix ans, le Premier ministre travailliste Dom Mintoff est candidat à sa réélection. S'il met en avant son bilan social, il est notamment critiqué pour s'être rapproché de dictatures sur la scène internationale à l'image de la Libye de Mouammar Kadhafi. Dom Mintoff affronte Eddie Fenech Adami, dont c'est la première élection à la tête des nationalistes.
La vie politique maltaise est alors marquée par un très fort bipartisme entre le Parti nationaliste (droite) et le Parti travailliste (gauche), parfois violent. En octobre 1979, les locaux de Times of Malta — critique du gouvernement — sont ainsi incendiés par des militants travaillistes. La même année, la maison du chef de l'opposition Fenech Adami est attaquée,.
Peu avant les élections, les circonscriptions sont redécoupées. L'exercice, visant à réduire les écarts de population entre circonscriptions, est toutefois qualifié de « gerrymandering flagrant » par l'opposition.

## Système électoral
Depuis l'indépendance du pays en 1964, la Chambre des représentants est le parlement monocaméral de Malte. Depuis 1976, elle est composée de 65 sièges. Ses membres sont élus pour un mandat de cinq ans au vote unique transférable dans treize circonscriptions de cinq sièges chacune. Aucun seuil électoral n'est requis pour entrer au parlement.

## Campagne électorale

### Principales forces politiques
| Force politique | Force politique                              | Idéologie                                                | Chef de file       | Résultats en 1976         |
| --------------- | -------------------------------------------- | -------------------------------------------------------- | ------------------ | ------------------------- |
|                 | Parti travailliste Partit Laburista (PL)     | Centre gauche Social-démocratie                          | Dom Mintoff        | 51,5 % des voix 34 sièges |
|                 | Parti nationaliste Partit Nazzjonalista (PN) | Centre droit Libéral-conservatisme Démocratie chrétienne | Eddie Fenech Adami | 48,5 % des voix 31 sièges |

### Déroulement
Pour la première fois, les leaders des principaux partis débattent à la télévision.

## Résultats
Le soir des élections, les deux partis sont au coude-à-coude. Le 15 décembre 1981 au matin, le Parti nationaliste arrive en tête des suffrages avec 50,9 % des voix, mais il n'obtient que 31 sièges contre 34 pour le Parti travailliste du Premier ministre sortant.
|                           |                         |         |       |      |        |               |
| Partis                    | Partis                  | Voix    | %     | +/-  | Sièges | +/-           |
|                           | Parti travailliste (PL) | 109 990 | 49,07 | 2,46 | 34     | en stagnation |
|                           | Parti nationaliste (PN) | 114 132 | 50,92 | 2,46 | 31     | en stagnation |
|                           | Indépendants            | 29      | 0,01  | 0,01 | 0      | en stagnation |
|                           |                         |         |       |      |        |               |
| Suffrages exprimés        |                         |         |       |      |        |               |
| Votes blancs et invalides |                         |         |       |      |        |               |
| Total                     | Total                   |         | 100   | –    | 65     | en stagnation |
| Abstentions               |                         |         |       |      |        |               |
| Inscrits / participation  |                         |         |       |      |        |               |

## Conséquences
Les résultats, conduisant à la victoire du parti ayant reçu le moins de voix, choque le pays. Après les élections, le Premier ministre Dom Mintoff annonce vouloir réformer la Constitution, pour éviter qu'un tel résultat se reproduise, et fait part de sa volonté d'organiser des élections anticipées d'ici deux ans. Cependant, les négociations entre partis pour réformer la Constitution échouent et le Parti nationaliste choisit de boycotter le Parlement.
Les années qui suivent les élections sont marquées par une importante violence politique,,,. En 1986, un jeune militant nationaliste (Raymond Caruana) est tué lors d'une réunion du parti. La police tente alors d'accuser un autre militant d'opposition, en déposant l'arme du crime chez ce dernier. Le scandale pousse le gouvernement et l'opposition à se rapprocher pour trouver une solution au conflit politique,.
En février 1987, peu de temps avant les prochaines élections, la Constitution est amendée : en plus des 65 sièges attribués par circonscription, des sièges supplémentaires peuvent être attribués au parti arrivé en tête pour que celui-ci obtienne une majorité absolue (d'un siège) à la Chambre des représentants. Ces sièges supplémentaires sont attribués aux candidats qui ont obtenu le plus de suffrages (au dernier tour) sans être élus, quelle que soit leur circonscription.